# Itinérance au Québec
 (décembre 2023).
La mise en forme du texte ne suit pas les recommandations de Wikipédia : il faut le « wikifier ».
Les points d'amélioration suivants sont les cas les plus fréquents. Le détail des points à revoir est peut-être précisé sur la page de discussion.
- Les titres sont pré-formatés par le logiciel. Ils ne sont ni en capitales, ni en gras.
- Le texte ne doit pas être écrit en capitales (les noms de famille non plus), ni en gras, ni en italique, ni en « petit »…
- Le gras n'est utilisé que pour surligner le titre de l'article dans l'introduction, une seule fois.
- L'italique est rarement utilisé : mots en langue étrangère, titres d'œuvres, noms de bateaux, etc.
- Les citations ne sont pas en italique mais en corps de texte normal. Elles sont entourées par des guillemets français : « et ».
- Les listes à puces sont à éviter, des paragraphes rédigés étant largement préférés. Les tableaux sont à réserver à la présentation de données structurées (résultats, etc.).
- Les appels de note de bas de page (petits chiffres en exposant, introduits par l'outil «  Source ») sont à placer entre la fin de phrase et le point final[comme ça].
- Les liens internes (vers d'autres articles de Wikipédia) sont à choisir avec parcimonie. Créez des liens vers des articles approfondissant le sujet. Les termes génériques sans rapport avec le sujet sont à éviter, ainsi que les répétitions de liens vers un même terme.
- Les liens externes sont à placer uniquement dans une section « Liens externes », à la fin de l'article. Ces liens sont à choisir avec parcimonie suivant les règles définies. Si un lien sert de source à l'article, son insertion dans le texte est à faire par les notes de bas de page.
- La présentation des références doit suivre les conventions bibliographiques. Il est recommandé d'utiliser les modèles {{Ouvrage}}, {{Chapitre}}, {{Article}}, {{Lien web}} et/ou {{Bibliographie}}. Le mode d'édition visuel peut mettre en forme automatiquement les références.
- Insérer une infobox (cadre d'informations à droite) n'est pas obligatoire pour parachever la mise en page.

Pour une aide détaillée, merci de consulter Aide:Wikification.
Si vous pensez que ces points ont été résolus, vous pouvez retirer ce bandeau et améliorer la mise en forme d'un autre article.
Pour les articles homonymes, voir Itinérance.
L'itinérance désigne au Québec la réalité de personnes ayant une situation domiciliaire instable, précaire ou inadéquate. Cette situation est généralement le résultat d'une série de ruptures à différents niveaux et sphères (social, familial, école, travail, statut migratoire, etc.). C'est un concept large englobant diverses situations relatives au logement. Il s'agit du terme français employé au Canada afin de représenter le phénomène se rapprochant du concept de « sans-abrisme » privilégié selon la typologie ETHOS de l'Union européenne et par l'ONU. Toutefois, l'itinérance se distingue de ce dernier en ce qu'elle englobe davantage de réalités que le simple fait de vivre dans la rue. Le concept général d'itinérance inclut divers degrés de sans-abrisme ou d'instabilité résidentielle. Les variations peuvent se rapporter à la durée et la fréquence de la période d'itinérance, ou encore à la qualité de l'espace qui abrite la personne.

## Définitions

### Typologie canadienne
L'Observatoire canadien sur l'itinérance (OCH) a développé une définition de l'itinérance qui s'inspire d'autres juridictions dont l'Australie, les États-Unis et l'Union européenne. Selon l'OCH, l'itinérance désigne la situation des personnes qui ne disposent pas de logement adéquat, stable et permanent. Le qualitatif « adéquat » de la définition renvoie à l'aspect sécuritaire et salubre du logement. Les attributs de stabilité et de permanence, quant à eux, permettent d'inclure des personnes qui, sans nécessairement être considérées comme sans-abris, connaissent tout de même une précarité dans leur situation domiciliaire.
Le phénomène de l'itinérance, toujours selon la définition de l'OCH, comprend les quatre catégories suivantes : les personnes sans-abris (1), les personnes qui fréquentent des refuges d'urgence ou pour femmes victimes de violence (2), les personnes logées de façon non sécuritaires considérées comme à risque de devenir sans-abris (3), et les personnes logeant temporairement dans des ressources transitoires ou chez des proches sans disposer elles-mêmes de leur propre adresse (4). 

### Itinérance cachée et visible
L'« itinérance cachée » désigne la situation de toute personne qui change fréquemment de logement ou dont la situation domiciliaire est instable et changeante. Par exemple, elle inclut une personne qui réside temporairement chez un proche ou un membre de sa famille sans avoir son propre chez soi. Cette forme d'itinérance est davantage présente dans les régions à faible densité démographique éloignées des grands centres urbains. 
L'itinérance visible renvoie plutôt au « sans-abrisme » ou aux personnes vivant dans la rue qui sont, de ce fait, plus visibles dans l'espace public.

### Itinérance situationnelle, cyclique et chronique
Le gouvernement du Québec distingue trois types d'itinérance en lien avec la durée et la fréquence des épisodes dans la vie d'une personne : l'itinérance situationnelle, cyclique et chronique. L'itinérance situationnelle correspond à une période temporaire alors que l'itinérance cyclique se rapporte à une alternance entre la rue et un logement dans la vie d'une personne. L'itinérance chronique réfère plutôt à une situation qui perdure sur une longue période de temps.

## Portrait et statistiques
Il est difficile d'avoir des données précises sur l'itinérance étant donné les obstacles inhérents que posent la réalité du sans-abrisme en tant que situation précaire, instable et constamment changeante. Le phénomène de l'« itinérance cachée » constitue aussi une réalité difficile à représenter de manière précise par des statistiques. Les données sont généralement sous-estimées d'abord en raison de la stigmatisation associée à l'itinérance qui amène les répondants à cacher leur réelle situation. Ensuite, l'itinérance cachée n'est pas prise en compte par les stratégies ponctuelles de mesure de l'itinérance qui consistent à effectuer un dénombrement momentané, lors d'une nuit, dans un espace désigné.
Malgré ces difficultés liées à la mesure du phénomène, une tendance à la hausse est tout de même observée dans de nombreux États à travers le monde, notamment en Australie, au Canada et dans 15 États membres de l'Union européenne,. En effet, un ensemble d'éléments du contexte international, notamment l'urbanisation rapide et l'augmentation des déplacements causés par des catastrophes naturelles en raison des changements climatiques, induit un manque de logements adéquats et sécuritaires, l'accroissement des bidonvilles ainsi que la désuétude des infrastructures publiques assurant l'approvisionnement en eau et en électricité. Bref, les personnes connaissant une précarité dans leur situation domiciliaire, évaluées à 1,6 milliard par l'ONU, sont en croissance à travers le monde.

### L'itinérance au Québec
Au Canada, la population itinérante est estimée à environ 35 000 personnes par nuit et 235 000 par année. Au Québec, en 2018, lors du dénombrement effectué par le gouvernement de la province, le nombre de personnes en situation d'itinérance visible était estimé à 5 789. Plus de la moitié de ces personnes se trouvaient à Montréal. De la totalité des personnes se trouvant en situation d'itinérance, 15% se trouveraient en situation d'itinérance visible. En 2022, on compte 10 000 personnes en situation d'itinérance visible, dont 47% à Montréal.
Pour ce qui est de l'itinérance cachée, il est estimé que cette situation affecterait 7% des personnes âgées de 15 ans et plus à au moins un moment de leur vie. L'itinérance cachée constituerait donc la forme d'itinérance qui aurait le plus tendance à toucher les femmes. Ces dernières représenteraient environ 25% de la population itinérante totale, mais il est fort possible que leur nombre soit sous-estimé en raison des difficultés à mesurer le phénomène de l'itinérance cachée.
Les autochtones sont largement surreprésentés au sein de la population itinérante : ils représenteraient 13% des personnes en situation d'itinérance de rue alors qu'ils constituent environ 2% de la population canadienne. Cette proportion de personnes autochtones au sein de la population itinérante générale est encore plus importante dans certaines régions dont l'Abitibi-Témiscamingue et la Côte-Nord.

## Facteurs de risque
L'itinérance doit être conçue comme le résultat d'un ensemble de facteurs sociaux et personnels interreliés. La cumulation de ces facteurs forme des processus à la fois individuels et structurels qui prédisposent ou conduisent plus ou moins une personne à vivre une période d'itinérance au cours de sa vie. C'est l'imbrication de ces dynamiques multiples qui fait la complexité de ce phénomène ne pouvant être réduit à une trajectoire unique.
Le contexte socio-économique constitue l'un des principaux facteurs déterminants dont il est fait mention dans les différentes définitions de l'itinérance. La discrimination, l'accroissement des inégalités sociales et de la pauvreté, la hausse du cout de la vie, la précarité des emplois et les difficultés financières sont tous des facteurs qui forment un climat où l'accès à un logement abordable se fait de plus en plus dur pour les membres les plus vulnérables de la société. À cela s'ajoute la crise du logement qui affecte de nombreux centres urbains et qui met un poids supplémentaire sur les personnes qui ont déjà de la difficulté à se loger adéquatement dans la mesure de leurs capacités financières. Le manque de logements a un impact considérable sur la capacité des personnes en situation d'itinérance qui le souhaitent à sortir de la rue.
Les troubles de santé mentale constituent un facteur de risque chez une personne à l'effet de connaitre un épisode d'itinérance au cours de sa vie. On observe aussi une surreprésentation des personnes souffrant d'une dépendance à l'alcool ou aux drogues chez les personnes en situation d'itinérance. Ces statistiques doivent toutefois être relativisées à la lumière du fait que ces personnes faisant l'objet d'énormément de stigmas étant donné leur position marginale au sein de la société, elles sont surdiagnostiquées pour des troubles de santé mentale. Il existe néanmoins bel et bien une prévalence de ces caractéristiques chez les personnes en situation d'itinérance bien qu'elles tendent à être exagérées en raison de la perception négative qui persiste à l'égard de leur mode de vie.
Les situations de violence conjugale et familiale constituent un autre facteur de la vie personnelle pouvant susciter des épisodes d'itinérance. Ce facteur prédispose surtout à l'itinérance cachée. En effet, la rue et les refuges mixtes étant des facteurs d'exposition trop importants à des formes de violence envers les femmes, celles-ci trouvent des façons alternatives de se loger, ou encore subissent en silence des actes de violence qu'elles taisent pour éviter de se retrouver dans la rue. Finalement, l'isolement constitue aussi un élément non négligeable participant au processus d'exclusion sociale chez les personnes à risque de se retrouver en situation d'itinérance.

## Stratégies de gestion de l'itinérance

### Secteur public

#### Logement
La majorité des politiques en matière d'itinérance sont centrées autour du logement en tant que dimension centrale de la définition de l'itinérance. Cette approche de la domiciliation est incarnée par le modèle du Housing first qui a d'abord été implanté à New-York en 1992 avant d'être transposé dans plusieurs pays d'Europe dont la France et la Finlande,. C'est aussi l'approche préconisée dans des grandes villes de l'Ouest canadien dont Vancouver, Calgary et Toronto. Ce type de programme vise d'abord à placer les personnes en situation d'itinérance dans un logement avant de leur offrir un service ou un traitement. 
Le 28 août 2024, la ville de Montréal annonce qu'elle installera des bâtiments modulaires pour offrir du logement à 60 personnes en situation d’itinérance.

#### Répression
Dans le contexte occidental, le fait de vivre dans la rue constitue un écart aux normes de la domiciliation et du travail. Historiquement, on observe une hostilité à l'égard des « vagabonds », « mendiants » ou « errants » qui subissent énormément d'exclusion et de répression. Le domicile, en tant qu'espace désigné de la sphère privée et intime, constitue une norme chargée moralement véhiculant les valeurs dominantes de la société. L'itinérance constituant une transgression par rapport à cette norme, les personnes qui connaissent cette réalité sont donc perçues négativement par le reste de la société et sont l'objet de préjugés et de stigmatisation. De ce fait, l'augmentation des populations itinérantes suscite des tensions au sein de la société et pose l'enjeu de la visibilité de ces personnes dans l'espace publique. Les États et les acteurs locaux de gouvernance sont amenés à trouver des solutions pour répondre à leurs besoins, mais aussi pour favoriser la cohabitation avec le reste de la population. Les approches privilégiées dans les politiques d'itinérance s'inscrivent parfois dans une perspective de normalisation des modes de vie tendant à invisibiliser cette réalité sociale.
Plusieurs études ont démontré le phénomène de la judiciarisation de l'itinérance dans plusieurs grandes villes Nord-américaines,,. Cela se manifeste par de la réglementation pénalisant des comportements typiquement associés à la réalité quotidienne des personnes en situation d'itinérance : boire de l'alcool ou consommer de la drogue sur la place publique, dormir sur un banc de parc, flâner, etc. La remise systématique de constats d'infraction pour de tels comportements peut donner lieu à une forme de profilage social envers les personnes en situation d'itinérance comme cela a été démontré à Montréal.

### Secteur privé

#### Logement
Pour répondre à la crise de l'itinérance qui frappe le Québec, des personnalités publiques et des entreprises privées cherchent des solutions. L'humoriste Mike Ward décide d'offrir 25 minimaisons pour loger des itinérants à Montréal en janvier 2022 alors que la province est frappée par une vague de froid. La municipalité refuse finalement l'offre. Les maisonnettes de bois, non chauffées, prennent le chemin de Drummondville et de Victoriaville. Début 2024, seules deux sont encore utilisées à Drummondville et deux autres à Victoriaville.
À Gatineau, l'entreprise de construction Devcore et l'organisme Itinérance Zéro reçoivent l'autorisation de la Ville pour installer, en décembre 2023, 48 tentes chauffées pour accueillir les personnes en situation d'itinérance qui vivaient, pour la plupart, dans un campement de fortune près de la rivière voisine. Ces tentes chauffées sont placées devant le Centre Robert-Guertin et entourées d'une clôture et de caméras de surveillance pour assurer un minimum de sécurité. Si des toilettes chauffées sont bien présentes au centre du campement autorisé, les douches promises initialement ne font plus partie des plans, ce qui crée des tensions et des déceptions.